# Polo aquático nos Jogos Olímpicos de Verão de 2008 - Feminino
O torneio feminino de polo aquático nos Jogos Olímpicos de Verão de 2008 em Pequim realizou-se entre 11 e 21 de agosto no Parque Aquático Yingdong.
O torneio foi composto por oito selecções divididas em dois grupos de quatro. A equipe dos Países Baixos sagrou-se campeã pela primeira vez na história ao superar os Estados Unidos por 9 a 8 na final. A Austrália, campeã dos Jogos Olímpicos de 2000, terminou com a medalha de bronze ao vencer com dificuldades ao time da Hungria.

## Medalhistas
|  | NED Países Baixos |  | USA Estados Unidos |  | AUS Austrália |
|  | Rianne Guichelaar Simone Koot Meike de Nooy Iefke van Belkum Mieke Cabout Yasemin Smit Noeki Klein Biurakn Hakhverdian Danielle de Bruijn Ilse van der Meijden Gillian van den Berg Alette Sijbring Marieke van den Ham |  | Lauren Wenger Kami Craig Moriah van Norman Jessica Steffens Natalie Golda Patty Cardenas Elizabeth Armstrong Heather Petri Brenda Villa Brittany Hayes Elsie Windes Alison Gregorka Jaime Hipp |  | Mia Santoromito Kate Gynther Emma Knox Taniele Gofers Rebecca Rippon Alicia McCormack Suzie Fraser Amy Hetzel Jenna Santoromito Nikita Cuffe Bronwen Knox Gemma Beadsworth Melissa Rippon |

## Primeira fase
Todas as partidas seguem o fuso horário de Pequim (UTC+8).

### Grupo A
| Selecção           | J | V | E | D | GM | GS | +/– | Pts |
| ------------------ | - | - | - | - | -- | -- | --- | --- |
| USA Estados Unidos | 3 | 2 | 1 | 0 | 33 | 27 | +6  | 5   |
| ITA Itália         | 3 | 2 | 1 | 0 | 28 | 26 | +2  | 5   |
| CHN China          | 3 | 1 | 0 | 2 | 33 | 33 | 0   | 2   |
| RUS Rússia         | 3 | 0 | 0 | 3 | 26 | 34 | –8  | 0   |

| 11 de agosto 14:20 | Rússia RUS                                 | 8–9  | ITA Itália           | Parque Aquático Yingdong Árbitros: CAN Turcotte,GRE Argyros |
| 11 de agosto 14:20 | Pontuação por períodos: 3–3, 2–1, 2–3, 1–2 |      |                      | Parque Aquático Yingdong Árbitros: CAN Turcotte,GRE Argyros |
| 11 de agosto 14:20 | Smurova 2                                  | Gols | Miceli 2, di Mario 2 | Parque Aquático Yingdong Árbitros: CAN Turcotte,GRE Argyros |

| 11 de agosto 17:00 | Estados Unidos USA                         | 12–11 | CHN China | Parque Aquático Yingdong Árbitros: HUN Kiszelly, TUR Tulga |
| 11 de agosto 17:00 | Pontuação por períodos: 3–3, 5–4, 2–2, 2–2 |       |           | Parque Aquático Yingdong Árbitros: HUN Kiszelly, TUR Tulga |
| 11 de agosto 17:00 | Golda 4                                    | Gols  | Gao 3     | Parque Aquático Yingdong Árbitros: HUN Kiszelly, TUR Tulga |

| 13 de agosto 15:40 | Estados Unidos USA                         | 9–9  | ITA Itália           | Parque Aquático Yingdong Árbitros: KAZ Balfanbayev, HUN Kiszelly |
| 13 de agosto 15:40 | Pontuação por períodos: 0–2, 4–2, 2–2, 3–3 |      |                      | Parque Aquático Yingdong Árbitros: KAZ Balfanbayev, HUN Kiszelly |
| 13 de agosto 15:40 | Hayes 2, Villa 2                           | Gols | Miceli 2, di Mario 2 | Parque Aquático Yingdong Árbitros: KAZ Balfanbayev, HUN Kiszelly |

| 13 de agosto 17:00 | Rússia RUS                                 | 11–13 | CHN China | Parque Aquático Yingdong Árbitros: CAN Turcotte, GER Bock |
| 13 de agosto 17:00 | Pontuação por períodos: 2–3, 5–4, 3–1, 1–5 |       |           | Parque Aquático Yingdong Árbitros: CAN Turcotte, GER Bock |
| 13 de agosto 17:00 | Pantyulina 3                               | Gols  | Sun 4     | Parque Aquático Yingdong Árbitros: CAN Turcotte, GER Bock |

| 15 de agosto 14:20 | Rússia RUS                                 | 7–12 | USA Estados Unidos | Parque Aquático Yingdong Árbitros: ESP Moliner Molins, TUR Tulga |
| 15 de agosto 14:20 | Pontuação por períodos: 0–5, 3–2, 2–4, 2–1 |      |                    | Parque Aquático Yingdong Árbitros: ESP Moliner Molins, TUR Tulga |
| 15 de agosto 14:20 | Konukh 2, Turova 2                         | Gols | Golda 3            | Parque Aquático Yingdong Árbitros: ESP Moliner Molins, TUR Tulga |

| 15 de agosto 17:00 | Itália ITA                                 | 10–9 | CHN China    | Parque Aquático Yingdong Árbitros: HUN Kiszelly, SLO Margeta |
| 15 de agosto 17:00 | Pontuação por períodos: 2–2, 4–2, 2–4, 2–1 |      |              | Parque Aquático Yingdong Árbitros: HUN Kiszelly, SLO Margeta |
| 15 de agosto 17:00 | Casanova 4                                 | Gols | Sun Yating 3 | Parque Aquático Yingdong Árbitros: HUN Kiszelly, SLO Margeta |

### Grupo B
| Selecção          | J | V | E | D | GM | GS | +/– | Pts |
| ----------------- | - | - | - | - | -- | -- | --- | --- |
| HUN Hungria       | 3 | 2 | 1 | 0 | 28 | 20 | +8  | 5   |
| AUS Austrália     | 3 | 2 | 1 | 0 | 25 | 22 | +3  | 5   |
| NED Países Baixos | 3 | 1 | 0 | 2 | 27 | 27 | +0  | 2   |
| GRE Grécia        | 3 | 0 | 0 | 3 | 16 | 27 | –11 | 0   |

| 11 de agosto 13:00 | Hungria HUN                                | 11–9 | NED Países Baixos | Parque Aquático Yingdong Árbitros: ITA Caputi, POL Koryzna |
| 11 de agosto 13:00 | Pontuação por períodos: 3–3, 3–2, 4–3, 1–1 |      |                   | Parque Aquático Yingdong Árbitros: ITA Caputi, POL Koryzna |
| 11 de agosto 13:00 | Pelle 4                                    | Gols | de Bruijn 4       | Parque Aquático Yingdong Árbitros: ITA Caputi, POL Koryzna |

| 11 de agosto 15:40 | Grécia GRE                                 | 6–8  | AUS Austrália | Parque Aquático Yingdong Árbitros: BRA Patelli, SLO Margeta |
| 11 de agosto 15:40 | Pontuação por períodos: 2–5, 2–2, 1–1, 1–0 |      |               | Parque Aquático Yingdong Árbitros: BRA Patelli, SLO Margeta |
| 11 de agosto 15:40 | Roumpesi 3                                 | Gols | Beadsworth 4  | Parque Aquático Yingdong Árbitros: BRA Patelli, SLO Margeta |

| 13 de agosto 13:00 | Hungria HUN                                | 7–7  | AUS Austrália                  | Parque Aquático Yingdong Árbitros: MNE Brguljan, TUR Tulga |
| 13 de agosto 13:00 | Pontuação por períodos: 1–1, 1–1, 1–2, 4–3 |      |                                | Parque Aquático Yingdong Árbitros: MNE Brguljan, TUR Tulga |
| 13 de agosto 13:00 | Dravucz 3                                  | Gols | Rippon R 2, Knox 2, Rippon M 2 | Parque Aquático Yingdong Árbitros: MNE Brguljan, TUR Tulga |

| 13 de agosto 14:20 | Grécia GRE                                 | 6–9  | NED Países Baixos | Parque Aquático Yingdong Árbitros: CHN Ni Shiwei, BRA Patelli |
| 13 de agosto 14:20 | Pontuação por períodos: 3–3, 2–2, 1–3, 0–1 |      |                   | Parque Aquático Yingdong Árbitros: CHN Ni Shiwei, BRA Patelli |
| 13 de agosto 14:20 | Liosi 2                                    | Gols | Cabout 4          | Parque Aquático Yingdong Árbitros: CHN Ni Shiwei, BRA Patelli |

| 15 de agosto 13:00 | Países Baixos NED                          | 9–10 | AUS Austrália | Parque Aquático Yingdong Árbitros: ITA Caputi, CAN Turcotte |
| 15 de agosto 13:00 | Pontuação por períodos: 1–2, 2–2, 1–2, 5–4 |      |               | Parque Aquático Yingdong Árbitros: ITA Caputi, CAN Turcotte |
| 15 de agosto 13:00 | van Belkham 2, van den Ham 2               | Gols | Knox 3        | Parque Aquático Yingdong Árbitros: ITA Caputi, CAN Turcotte |

| 15 de agosto 15:40 | Hungria HUN                                | 10–4 | GRE Grécia                                  | Parque Aquático Yingdong Árbitros: KAZ Balfanbayev, BRA Patelli |
| 15 de agosto 15:40 | Pontuação por períodos: 1–1, 3–1, 3–0, 3–2 |      |                                             | Parque Aquático Yingdong Árbitros: KAZ Balfanbayev, BRA Patelli |
| 15 de agosto 15:40 | Kisteleki 2, Stieber 2, Drávucz 2, Pelle 2 | Gols | Gerolymou 1, Liosi 1, Roumpesi 1, Asimaki 1 | Parque Aquático Yingdong Árbitros: KAZ Balfanbayev, BRA Patelli |

## Fases finais

### Disputa pelo 7º lugar
| 17 de agosto 13:00 | Rússia RUS                                 | 12–6 | GRE Grécia | Parque Aquático Yingdong Árbitros: NZL Knights, RSA Pinker |
| 17 de agosto 13:00 | Pontuação por períodos: 3–2, 4–1, 3–1, 2–2 |      |            | Parque Aquático Yingdong Árbitros: NZL Knights, RSA Pinker |
| 17 de agosto 13:00 | Shepelina 3, Konukh 3                      | Gols | Roumpesi 4 | Parque Aquático Yingdong Árbitros: NZL Knights, RSA Pinker |

### Quartos–finais
| 17 de agosto 14:20 | China CHN                                  | 11–12 | AUS Austrália | Parque Aquático Yingdong Árbitros: BRA Patelli, ESP Moliner Molins |
| 17 de agosto 14:20 | Pontuação por períodos: 4–4, 2–2, 2–4, 3–2 |       |               | Parque Aquático Yingdong Árbitros: BRA Patelli, ESP Moliner Molins |
| 17 de agosto 14:20 | Ma 3                                       | Gols  | Gynther 5     | Parque Aquático Yingdong Árbitros: BRA Patelli, ESP Moliner Molins |

| 17 de agosto 15:40 | Itália ITA                                                        | 8 (3)–8 (5) | NED Países Baixos | Parque Aquático Yingdong Árbitros: GER Bock, GRE Argyros |
| 17 de agosto 15:40 | Pontuação por períodos: 2–2, 3–1, 2–3, 1–2 Tempo extra: 3–5 (pen) |             |                   | Parque Aquático Yingdong Árbitros: GER Bock, GRE Argyros |
| 17 de agosto 15:40 | Zanchi 4                                                          | Gols        | Cabout 4          | Parque Aquático Yingdong Árbitros: GER Bock, GRE Argyros |

### Disputa pelo 5º lugar
| 19 de agosto 13:00 | China CHN                                  | 10–7 | ITA Itália | Parque Aquático Yingdong Árbitros: TUR Tulga, CAN Turcotte |
| 19 de agosto 13:00 | Pontuação por períodos: 3–1, 2–3, 1–3, 4–0 |      |            | Parque Aquático Yingdong Árbitros: TUR Tulga, CAN Turcotte |
| 19 de agosto 13:00 | Gao 4                                      | Gols | di Mario 3 | Parque Aquático Yingdong Árbitros: TUR Tulga, CAN Turcotte |

### Semifinais
| 19 de agosto 14:20 | Estados Unidos USA                         | 9–8  | AUS Austrália | Parque Aquático Yingdong Árbitros: SLO Margeta, ITA Caputi |
| 19 de agosto 14:20 | Pontuação por períodos: 2–2, 2–2, 4–1, 1–3 |      |               | Parque Aquático Yingdong Árbitros: SLO Margeta, ITA Caputi |
| 19 de agosto 14:20 | Villa 3                                    | Gols | Gynther 3     | Parque Aquático Yingdong Árbitros: SLO Margeta, ITA Caputi |

| 19 de agosto 15:40 | Hungria HUN                                | 7–8  | NED Países Baixos           | Parque Aquático Yingdong Árbitros: MNE Brguljan, RUS Antsiferov |
| 19 de agosto 15:40 | Pontuação por períodos: 2–1, 1–3, 3–3, 1–1 |      |                             | Parque Aquático Yingdong Árbitros: MNE Brguljan, RUS Antsiferov |
| 19 de agosto 15:40 | Pelle 3                                    | Gols | van den Ham 3, van Belkum 3 | Parque Aquático Yingdong Árbitros: MNE Brguljan, RUS Antsiferov |

### Disputa pelo bronze
| 21 de agosto 17:00 | Austrália AUS                                                         | 12–11 | HUN Hungria           | Parque Aquático Yingdong Árbitros: RUS Antsiferov, CRO Rak |
| 21 de agosto 17:00 | Pontuação por períodos: 2–2, 1–3, 3–1, 1–1 Tempo extra: 2–1, 0–1, 3–2 |       |                       | Parque Aquático Yingdong Árbitros: RUS Antsiferov, CRO Rak |
| 21 de agosto 17:00 | Nox 3, Gynther 3                                                      | Gols  | Kisteleki 4, Valkai 3 | Parque Aquático Yingdong Árbitros: RUS Antsiferov, CRO Rak |

### Final
| 21 de agosto 18:20 | Estados Unidos USA                         | 8–9  | NED Países Baixos | Parque Aquático Yingdong Árbitros: HUN Kiszelly, ITA Caputi |
| 21 de agosto 18:20 | Pontuação por períodos: 2–4, 3–1, 1–2, 2–2 |      |                   | Parque Aquático Yingdong Árbitros: HUN Kiszelly, ITA Caputi |
| 21 de agosto 18:20 | Steffens 2                                 | Gols | de Bruijn 7       | Parque Aquático Yingdong Árbitros: HUN Kiszelly, ITA Caputi |

## Classificação final
| Pos.   | País               |
| ------ | ------------------ |
| Ouro   | NED Países Baixos  |
| Prata  | USA Estados Unidos |
| Bronze | AUS Austrália      |
| 4      | HUN Hungria        |
| 5      | CHN China          |
| 6      | ITA Itália         |
| 7      | RUS Rússia         |
| 8      | GRE Grécia         |